# Eriocoelum macrocarpum
Eriocoelum macrocarpum là một loài thực vật có hoa trong họ Bồ hòn. Loài này được Gilg ex Radlk. mô tả khoa học đầu tiên năm 1933.